# Madrid Open 2020
Mutua Madrid Open 2020 var en tennisturnering, der skulle have været spillet udendørs på grusbaner i Caja Mágica i Madrid, Spanien i perioden 2. - 10. maj 2020. Turneringen blev imidlertid aflyst på grund af den igangværende COVID-19-pandemi. Turneringen blev i første omgang udsat til perioden 12. - 20. september 2020, men efter at epidemien i Spanien blussede op i løbet af juli måned, blev arrangørerne af det nationale sundhedsmyndigheder rådet til at aflyse turneringen, og den 4. august 2020 meddelte arrangørerne, at turneringen ikke ville blive spillet.
Turneringen havde ellers som den første grusbaneturnering i denne sæson lanceret elektroniske linjedomme på spillestedets tre største baner, således at spillerne fik mulighed at udfordre linjedommernes domme og få dem gennemset elektronisk.